# Make You Feel My Love
«Make You Feel My Love» (traducido al español Te hace sentir mi amor) es una canción compuesta por el cantante estadounidense Bob Dylan. Fue incluida en su trigésimo álbum de estudio, Time Out of Mind, editado el 30 de septiembre de 1997.

## Versiones
La canción ha sido versionada por artistas tan diferentes como Garth Brooks, Caro Emerald, Ed Sheeran, Trisha Yearwood, Elkie Brooks, Billy Joel, Neil Diamond, Joan Osborne, Luka Bloom, Josh Kelley, Timothy B. Schmit, Kelly Clarkson, Ronan Keating, Mick McAuley y Winifred Horan (del grupo Solas), Emily Loizeau, Bryan Ferry, Mary Black, Jasper Steverlinck, Ruarri Joseph, Phil Keaggy, Taylor Hicks, Jon Peter Lewis, Kris Allen, Jennifer Shaw, Ronan Parke, Nana Mouskouri, Shane Filan, Bon Iver, Andrés Calamaro, Adele, Michael Bublé, Laura Canoura y Sleeping at last.

## Versión de Adele
En 2008, la cantante y compositora británica Adele grabó «Make You Feel My Love» para su álbum de estudio debut 19 (2008). Fue lanzado cómo el cuarto y último sencillo del álbum el 27 de octubre de 2008, tanto en CD como en vinilo, llegando originalmente al número 26. La versión de Adele es una de las más conocidas, y logró conseguir buenos puestos en listas musicales de distintos países, destacando el número 4 en el Reino Unido
Desde la repentina muerte de Amy Winehouse, Adele en sus presentaciones dedica esta canción a la fallecida cantante. En el tercer capítulo de la Quinta Temporada de Glee, la canción fue presentada por Lea Michele, en la versión de Adele, durante el homenaje realizado por la serie a Finn Hudson (Cory Monteith).

### Antecedentes y desarrollo
«Make You Feel My Love» es el único cover del álbum debut 19 de Adele ya que ella escribió o coescribió todos las demás canciones. En una entrevista, Adele declaró: «Mi manager es el mayor fan de Dylan, y durante años, me había estado molestando para que escuchara la canción, porque no la había escuchado antes. Estaba siendo bastante desafiante en contra de eso. ‘Dije, 'No quiero un cover en mi álbum. De alguna manera implica que soy incapaz de escribir lo suficiente de mis propias canciones para mi primer disco.’ Y luego escuché el tema en Nueva York cuando lo tocó para mí, y realmente me conmovió. Es cursi, pero creo que es una canción impresionante, y precisamente resumió todo lo que había estado tratando de escribir en mis canciones.»